# Unidades de masa

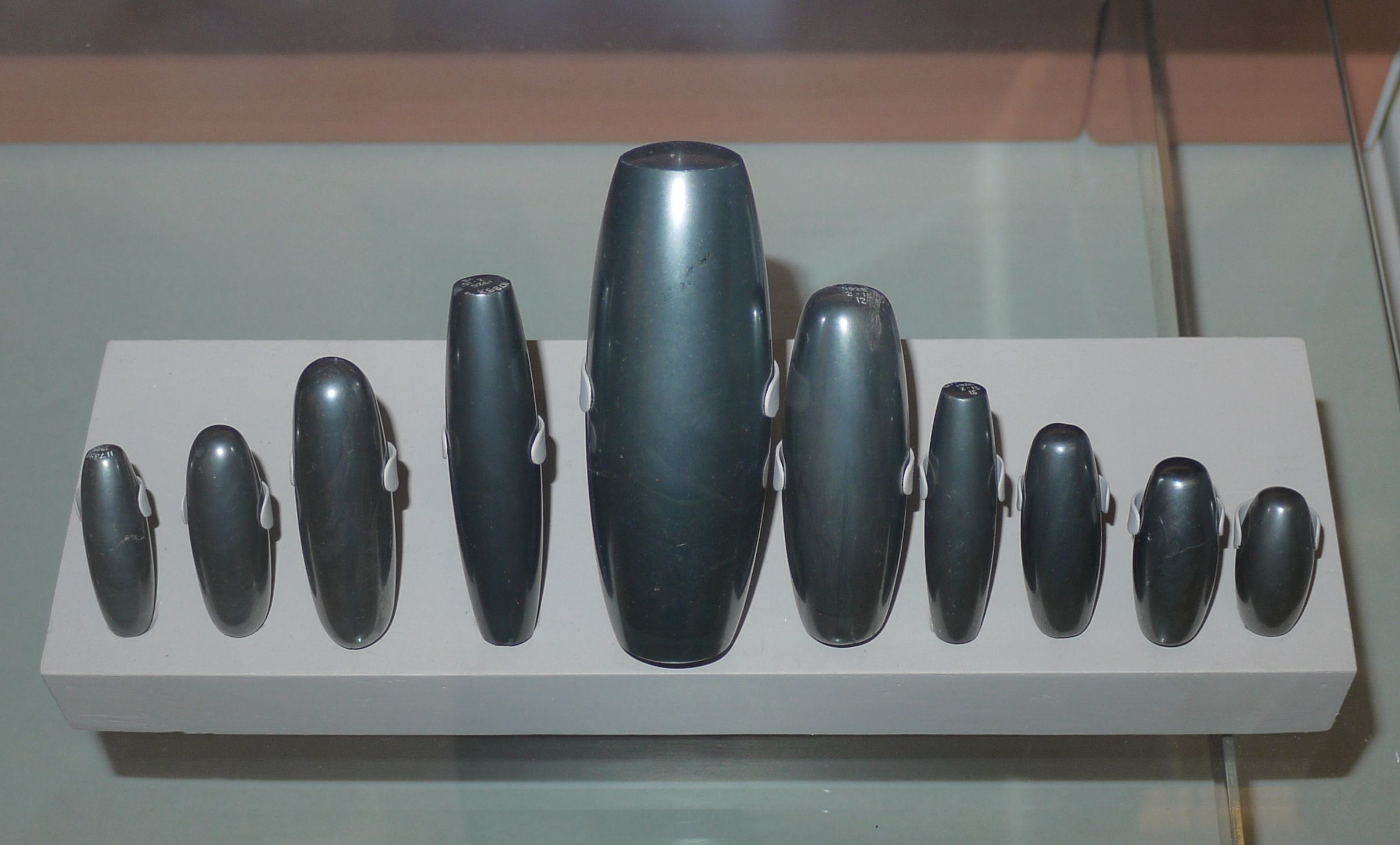
Pesas mesopotámicas hechas de hematita.

La masa es una magnitud física que mide la cantidad de materia contenida en un cuerpo. En el Sistema Internacional de Unidades la unidad oficial de masa es el kilogramo. En el sistema CGS es el gramo.

## Unidades del Sistema Internacional de Unidades (SI)
- Teragramo 1012 g (Tg)
- Gigagramo 109 g (Gg)
- Megagramo o Tonelada métrica 106 g (Mg o t)
- Quintal métrico 105 g (q)
- Kilogramo 10³ g (kg)
- Hectogramo 10² g (hg)
- Decagramo 101 g (dag)
- gramo, 1 g (g)
- decigramo, 10−1 g (dg)
- centigramo, 10−2 g (cg)
- miligramo, 10−3 g (mg)
- microgramo, 10−6 g (µg)
- nanogramo, 10−9 g (ng)
- picogramo, 10−12 g (pg)
- femtogramo, 10−15 g (fg)
- attogramo, 10−18 g (ag)
- zeptogramo, 10−21 g (zg)
- yoctogramo, 10−24 g (yg)[2]

## Sistema inglés de medidas
En el sistema inglés de medidas la unidad normalizada de masa es la libra
En el Reino Unido
- Tonelada larga o británica
- Cuarto largo o británico
- Quintal largo o británico
- Stone
- Libra avoirdupois
- Onza avoirdupois
- Dracma avoirdupois
- Grano

En los Estados Unidos
- Tonelada corta o estadounidense
- Cuarto corto o estadounidense
- Quintal corto o estadounidense
- Arroba
- Libra avoirdupois
- Onza avoirdupois
- Dracma avoirdupois
- Grano

### Equivalencias en los Estados Unidos
|                         | Cuartos | Quintales | Arrobas | Libras | Onzas  | Dracmas | Granos     |
| ----------------------- | ------- | --------- | ------- | ------ | ------ | ------- | ---------- |
| Tonelada estadounidense | 4       | 20        | 80      | 2.000  | 32.000 | 512.000 | 14.000.000 |
| Cuarto estadounidense   | -       | 5         | 20      | 500    | 8.000  | 128.000 | 3.500.000  |
| Quintal estadounidense  | -       | -         | 4       | 100    | 1.600  | 25.600  | 700.000    |
| Arroba                  | -       | -         |         | 25     | 400    | 6.400   | 175.000    |
| Libra avoirdupois       | -       | -         | -       | -      | 16     | 256     | 7.000      |
| Onza avoirdupois        | -       | -         | -       | -      | -      | 16      | 437,5      |
| Dracma avoirdupois      | -       | -         | -       | -      | -      | -       | 27,34375   |

## Unidades de joyería
- Quilate (troy): 4 gramos métricos
- Grano métrico: 50 mg

### Unidades de joyería (anglosajonas)
|             | Onzas troy | Dracmas troy | Pennyweight | Granos |
| ----------- | ---------- | ------------ | ----------- | ------ |
| Libra troy  | 12         | 96           | 240         | 5.760  |
| Onza troy   | -          | 8            | 20          | 480    |
| Dracma troy | -          | -            | 2,5         | 60     |
| Pennyweight | -          | -            | -           | 24     |

- Quilate (de orfebrería) = 4,167 % de pureza de metal precioso.

## Sistemas gravitatorios de medidas

### Técnico
- UTM (unidad técnica de masa)

### Inglés
- Slug